# Ecuador-Kapuzineraffe
Der Ecuador-Kapuzineraffe (Cebus aequatorialis, Syn.: C. albifrons aequatorialis) ist eine Primatenart aus der Familie der Kapuzinerartigen, die an der Pazifikküste von Ecuador vorkommt. Das Verbreitungsgebiet reicht von der nordecuadorianischen Provinz Esmeraldas bis in die Region Tumbes im nordwestlichen Peru.

## Merkmale
Der Ecuador-Kapuzineraffe erreicht ein Gewicht von 1,7 bis 3,6 kg (Männchen) bzw. 1,2 bis 2,2 kg (Weibchen), hat eine Kopf-Rumpf-Länge von 35 bis 51 cm und einen 40 bis 50 cm langen Schwanz. Sein Rücken ist zimtfarben bis rotbraun und entlang der Mittellinie dunkler. Die Außenseiten von Armen und Beinen sind von gleicher Farbe, die Hände und Füße sind dunkler, mehr bräunlich. Die Bauchseite ist heller. Das Gesicht und die Kopfseiten sind hell, gelblichweiß. Von der dunklen Kopfkappe zieht sich ein schmaler Strich bis zwischen den Augen. Die Brust ist heller als der Bauch. Der Schwanz ist braun und auf der Oberseite dunkler als auf der Unterseite.

## Lebensweise
Ecuador-Kapuzineraffen leben in Gruppen von etwa 5 bis 20 Tieren, wobei die Weibchen in den meisten Fällen leicht in der Überzahl sind (Verhältnis 0,8 ♂ zu 1 ♀). Ihr Lebensraum sind küstennahe Trockenwälder, nicht periodisch überflutete Regenwälder (Terra-Firme-Wald), feuchte subalpine Wälder am Westabhang der Anden und degradierter, auch in der Kulturlandschaft gelegener Sekundärwald. Ecuador-Kapuzineraffen ernähren sich von Früchten, Insekten und anderen kleinen Tieren, Blüten und Samen. Unter anderem werden die Früchte von Ameisenbäumen, Kirschmyrten, Vitex gigantea und Spondias sowie die Blattbasen von Bromelien verspeist.

## Gefährdung
Die IUCN listet den Ecuador-Kapuzineraffen als vom Aussterben bedroht (Critically Endangered). Er kommt noch in 20 Waldfragmenten in Ecuador und im nördlichen Peru vor. Die Wälder in seinem Lebensraum sind in den letzten 50 Jahren zu 80 % abgeholzt worden.